# Steen Secher
Steen Klaaborg Secher (9 aprile 1959) è un ex velista danese.
Ha vinto due medaglie olimpiche nella vela; in particolare ha conquistato la medaglia d'oro alle Olimpiadi di Barcellona 1992 nella classe Soling e la medaglia di bronzo alle Olimpiadi di Seul 1988, anche in questo caso nella classe Soling.